# Аргентиноподібні
Аргентиноподібні (Argentiniformes) — ряд костистих риб.

## Класифікація

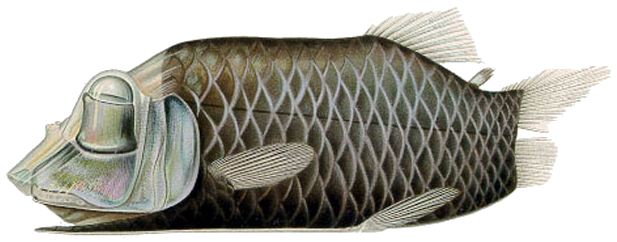
Opisthoproctus soleatus
(Argentinoidea: Opisthoproctidae)

- Підряд Alepocephaloidei
  - Родина Alepocephalidae
  - Родина Leptochilichthyidae
  - Родина Platytroctidae

- Підряд Argentinoidei
  - Родина Argentinidae
  - Родина Bathylagidae
  - Родина Microstomatidae
  - Родина Opisthoproctidae
  - Родина †Pattersonellidae